# Dysphania
Genre
Classification APG II (2003)
Dysphania est un genre de végétaux de la famille des Chenopodiaceae.
Le genre est parfois connu sous les noms Neobotrydium (Moldenke), ou Roubieva (Moq.).

## Espèces de rang inférieur
- Dysphania ambrosioides (L.) Mosyakin & Clemants
- Dysphania anthelmintica (L.) Mosyakin & Clemants
- Dysphania aristata (L.) Mosyakin & Clemants
- Dysphania botrys (L.) Mosyakin & Clemants
- Dysphania carinata (R. Br.) Mosyakin & Clemants
- Dysphania chilensis (Schrad.) Mosyakin & Clemants
- Dysphania cristata (F. Muell.) Mosyakin & Clemants
- Dysphania graveolens (Willd.) Mosyakin & Clemants
- Dysphania multifida (L.) Mosyakin & Clemants
- Dysphania pumilio (R. Br.) Mosyakin & Clemants